# Premiul Emmy pentru cel mai bun serial dramatic
Premiul Emmy pentru cel mai bun serial dramatic (Primetime Emmy Award for Outstanding Drama Series) este acordat din 1951 de Academy of Television Arts & Sciences. Este considerat unul dintre principalele premii Emmy.

## Lista celor mai bune seriale dramatice

### Anii 1950
- 1951: Pulitzer Prize Playhouse
- 1952: Studio One
- 1953: Robert Montgomery Presents (Dramatic Program) / Dragnet (Mister, acțiune, aventură)
- 1954: The United States Steel Hour (Dramatic Program) / Dragnet (Mister, acțiune, aventură)
- 1955: The United States Steel Hour (Dramatic Series) / Dragnet (Mystery or Intrigue Series) / Stories of the Century (Western, aventură)
- 1956: Producers' Showcase (Dramatic Series) / Disneyland (Acțiune, aventură)
- 1957: Nu s-a acordat
- 1958: Gunsmoke (Dramatic Series with Continuing Characters) / Playhouse 90 (Antologie, dramatic)
- 1959: Alcoa-Goodyear Theatre (Less than One Hour) / Playhouse 90 (One Hour or Longer) / Maverick (Western)

### Anii 1960
- 1960: Playhouse 90
- 1961: Hallmark Hall of Fame
- 1962: The Defenders
- 1963: The Defenders
- 1964: The Defenders
- 1965: Nu s-a acordat
- 1966: The Fugitive (sezonul 3)
- 1967: Mission: Impossible (sezonul 1)
- 1968: Mission: Impossible (sezonul 2)
- 1969: NET Playhouse

### Anii 1970
- 1970: Marcus Welby, M.D.
- 1971: The Bold Ones: The Senator
- 1972: Elizabeth R
- 1973: The Waltons
- 1974: Upstairs, Downstairs
- 1975: Upstairs, Downstairs
- 1976: Police Story
- 1977: Upstairs, Downstairs
- 1978: The Rockford Files (sezonul 4)
- 1979: Lou Grant (sezonul 2)

### Anii 1980
- 1980: Lou Grant (sezonul 3)
- 1981: Hill Street Blues
- 1982: Hill Street Blues
- 1983: Hill Street Blues
- 1984: Hill Street Blues
- 1985: Cagney & Lacey
- 1986: Cagney & Lacey
- 1987: L.A. Law
- 1988: Thirtysomething
- 1989: L.A. Law

### Anii 1990
- 1990: L.A. Law
- 1991: L.A. Law
- 1992: Northern Exposure
- 1993: Picket Fences
- 1994: Picket Fences
- 1995: NYPD Blue (sezonul 2)
- 1996: Spitalul de urgență (ER) (sezonul 2)
- 1997: Lege și ordine (Law & Order) (sezonul 7)
- 1998: Cabinet de avocatură (The Practice)
- 1999: Cabinet de avocatură

### Anii 2000
- 2000: Viața la Casa Albă (The West Wing) (sezonul 1)
- 2001: Viața la Casa Albă (sezonul 2)
- 2002: Viața la Casa Albă (sezonul 3)
- 2003: Viața la Casa Albă (sezonul 4)
- 2004: The Sopranos (sezonul 5)
- 2005: Lost (sezonul 1)
- 2006: 24 (sezonul 5)
- 2007: The Sopranos (sezonul 6)
- 2008: Mad Men (sezonul 1)
- 2009: Mad Men (sezonul 2)

### Anii 2010
- 2010: Mad Men (sezonul 3)
- 2011: Mad Men (sezonul 4)
- 2012: Homeland (sezonul 1)
- 2013: Breaking Bad (sezonul 5)
- 2014: Breaking Bad (sezonul 5)
- 2015: Game of Thrones (sezonul 5)
- 2016: Game of Thrones (sezonul 6)
- 2017: Povestea slujitoarei (The Handmaid's Tale) (sezonul 1)
- 2018: Game of Thrones (sezonul 7)
- 2019: Game of Thrones (sezonul 8)

### Anii 2020
- 2020: Succesiunea (sezonul 2)
- 2021: The Crown (sezonul 4)[3]
- 2022: Succesiunea (sezonul 3)[4]
- 2023: Succesiunea (sezonul 4)
- 2024: Shōgun (sezonul 1)